# Algerischer Sandläufer
Der Algerische Sandläufer (Psammodromus algirus) ist eine Eidechse und gehört zur Gattung der Sandläufer (Psammodromus).

## Merkmale
Der Algerische Sandläufer wird 25 bis 30 Zentimeter lang, wobei bis zu zwei Drittel auf den Schwanz entfallen. Auffällig ist zudem die spitze Schnauze der Tiere. Die Rückenschuppen sind groß und liegen dachziegelartig übereinander. Sie sind stark gekielt. Über seinen braunen oder olivfarbenen Rücken ziehen sich beidseits zwei gelbe, dunkel gesäumte Streifen. Südliche Exemplare der Art besitzen an der Kehle und den Seiten des Kopfes eine rötliche Färbung. Die Männchen haben zwei blaue Schulterflecken und zur Paarungszeit eine orangerote Wangen- und Kehlfärbung. Der Bauch ist weißlich bis grün.

## Verbreitung
Seine Verbreitung umfasst das nördliche Marokko, das nördliche Algerien sowie den größten Teil der iberischen Halbinsel, Südfrankreich westlich der Rhone und Teile der Baleareninsel Mallorca. In der Sierra Nevada ist die Art bis in Höhen von 2.600 Metern anzutreffen. Auch auf der Isola dei Conigli, einer kleinen Insel knapp vor der Küste der italienischen Insel Lampedusa, gibt es eine Population.

## Lebensweise
Der Algerische Sandläufer ist eine äußerst flinke Eidechse. Er bewohnt trockene und mit Geröll bedeckte Sandgebiete, die mit Gestrüpp bewachsen sind. Auch in Gärten und Parkanlagen ist er manchmal zu sehen. Bei Bedrohung oder im Kampf gibt er quiekende Laute von sich.